# Критическая левая
Ассоциа́ция «Крити́ческая ле́вая» (КЛ, итал. Associazione Sinistra Critica, SC) — троцкистское политическое движение в Италии, до января 2008 года — действовало как течение внутри итальянской Партии коммунистического возрождения.

## История формирования и деятельность
Ассоциация была учреждена в январе 2007 года меньшинством ПКВ, выступавшим против участия партии в левоцентристском правительстве Романо Проди. КЛ состоит как из членов ПКВ, так и людей, не входящих в неё.
После отказа голосовать в поддержку правительства Проди 1 марта 2007 года из Партии коммунистического возрождения был исключён лидер КЛ Турильятто. В апреле 2007 года в Риме состоялась ассамблея КЛ, на которой обсуждалась стратегия развития организации, как независимого политического субъекта: «„Критическая левая“ — ассоциация за левую альтернативу» («Sinistra Critica, associazone per la sinistra alternativa»), а также формирование оппозиции «социал-либеральному правительству Проди».
На первой Национальной конференции КЛ в январе 2008 года было принято решение о выходе из ПКВ. На конференции говорилось о необходимости «строительства классовой левой организации — антикапиталистической, оппозиционной, сосредоточенной на социальных движениях и готовой действовать в освободившемся (после ухода из него Партии коммунистического возрождения) теоретическом и практическом пространстве современной революционной левой; левой, оппозиционной Демократической партии и правительству Проди».
После выхода из ПКВ, «Критическая левая» имела двух депутатов в Сенате Италии (Франко Турильятто и Флавиа д'Анжели), и одного — Сальваторе Каннаво — в Палате депутатов. Во всеобщих выборах, проходивших в Италии в апреле 2008 года, ассоциация выставила собственный избирательный список. На выборах в Палату депутатов завоевала поддержку 168 916 избирателей (0,459 %), в Сенат — 136 396 избирателей (0,416 %), потеряв, таким образом, все места в обеих палатах.
Ассоциация поддерживает связи с Четвёртым интернационалом. В составе КЛ действуют члены «Красное знамя» («Bandiera Rossa»), итальянской секции Четвёртого интернационала. Издает журнал «Erre».